# З/Л/О: Вне предела
«З/Л/О: Вне предела» (англ. V/H/S/Beyond, он же «З/Л/О/7» или За гранью З/Л/А») — научно-фантастический фильм ужасов в жанре найденных кадров, седьмая часть франшизы З/Л/О. В фильме представлены фрагменты от Джордана Дауни, Кристиана и Джастина Лонга, Джастина Мартинеса, Вирата Пала, Кейт Сигел и Джея Чила. Премьера фильма состоялась на Fantastic Fest 20 сентября 2024 года, а затем на Shudder 4 октября 2024 года.
«З/Л/О: Вне предела», подобно предыдущим трём фильмам, получил в целом положительные отзывы критиков. Выход сиквела, «З/Л/О: Хэллоуин», запланирован на 3 октября 2025 года.

## Сюжет

### «Специальная презентация» (Основной сюжет)
- Режиссер и автор сценария Джей Чил

Заключительный сегмент фильма представлен в форме документального фильма, включающего интервью с экспертами, которые обсуждают историю дома, в котором произошли паранормальные и внеземные явления. Владелец дома был сыном китайских иммигрантов, у которых внезапно начали происходить странные вещи. Затем он начал снимать их на различные камеры. После заключительного сегмента показывают кадры спящего в постели мужчины, в то время как инопланетянин входит в его спальню, извлекает из его тела то, что похоже на яйца, а затем берет камеру и засовывает ее ему в глотку.

### «Аист»
- Новелла по мотивам арт-комикса Олега Вдовенко (см.)
- Режиссер Джордан Дауни
- Авторы: Джордан Дауни и Кевин Стюарт

Среди череды исчезновений младенцев полицейское подразделение проводит закрытое совещание поздно ночью после того, как сузило круг предполагаемых мест нахождения дома, куда были доставлены младенцы. Они приводят своего нового члена, Сегуру, которому поручено снимать всю ночь. Другой член, ET, оказывается одним из отцов пропавших младенцев. Подразделение находит полуразрушенный дом и замечает то, что кажется шаркающему зомби-человеку, идентифицированному в титрах как Брудера. Они, похоже, безразличны к появлению сверхъестественной угрозы и врываются в дом, где они продолжают убивать нескольких Брудеров. В ярости ET бросается в атаку самостоятельно. На втором этаже оставшаяся команда находит метеор, который, по-видимому, пробил крышу, определяя, что то, что вышло из него, было ответственно за создание Брудеров. Они направляются на чердак и обнаруживают несколько колыбелей с пропавшими младенцами, один из которых, как выяснилось, мутирует, отращивая клюв. Неподалеку замечено большое инопланетное существо, похожее на аиста, которое пирует на трупе ET, прежде чем отрыгнуть его в рот ближайшего новорожденного. Они продолжают стрелять и убивать аиста, но Сегура ранен. Они приветствуют его в команде, названной The Wardens, показывая, что они уже некоторое время охотятся на монстров.

### «Девушка мечты»
- Режиссер Вират Пал
- Авторы Вират Пал и Эван Диксон[5]

Папарацци из Мумбаи Арнаб и Сону получают совет, как заснять последнюю сенсацию Болливуда Тару. Арнаб негодует на знаменитостей, так как сам мечтал стать знаменитым, подразумевая, что стать гончей папарацци — это его способ сблизиться. Они видят Тару на ее последнем фильме, и Арнаб пробирается в ее трейлер. Он прячется, когда она возвращается со своим менеджером, который ругает ее. Арнаб случайно раскрывает себя, когда, прячась в шкафу, обнаруживает то, что кажется другим лицом в миске. Арнаб решает проявить сочувствие к Таре и говорит ей, что ее не нужно помыкать. Тара, ободренная его словами, признается, что она какой-то роботизированный демон, и отрывает ей лицо. Когда Арнаба преследуют снаружи, Тара убивает своего менеджера, плюнув в него кислотой, и преследует всех в студии, где она убивает всех красным электричеством. Затем она убивает Сону и отрывает лицо Арнаба. Она кладет его себе на лицо и выходит к журналистам, которых она атакует.

### «Живи и ныряй»
- Режиссер Джастин Мартинес
- Авторы: Бен Тернер и Джастин Мартинес

Зак празднует свой 30-й день рождения с женой Джесс, лучшим другом Логаном и многочисленными другими знакомыми, прыгая с парашютом. Прямо перед тем, как они собираются прыгнуть, они замечают НЛО и несколько истребителей. Инопланетянин запрыгивает в самолет, прежде чем он сталкивается с НЛО, отправляя всех падать в сторону апельсиновой рощи. Зак выживает после падения, но обнаруживает, что Логан был обезглавлен, когда они приземлились. Зак быстро находит других выживших, пытаясь найти Джесс, но на группу внезапно нападает инопланетянин. Друзья Зака погибают, когда он находит останки Джесс, ранее убитой инопланетянином. Заку удается сбежать из рощи и запрыгнуть в грузовик фермера, требуя, чтобы они уехали. Фермер угрожает ему, чтобы он вышел из своего грузовика, но инопланетянин убивает его, и Заку отстреливают пальцы. Инопланетянин стреляет фонариком в лицо Зака, прежде чем исчезнуть. Когда Зак пытается уехать, грузовик внезапно похищают вместе с ним.

### «Меховые малыши»
- Режиссеры и сценаристы Кристиан Лонг и Джастин Лонг[6].

Бекки управляет предполагаемым детским садом для собак и хранит чучела своих прошлых собак. Группа активистов по защите прав животных решает обследовать ее дом и отправляет членов Стюарта и Анджелу вместе с собакой их лидера Майлза, Пиклзом. Бекки рассказывает об удобствах своего дома, но быстро видит уловку Стюарта и Анджелы из-за их некомпетентности. Она отводит их в подвал, где показывает, что другие люди приходили задавать ей вопросы, и она захватывает их с намерением хирургическим путем превратить в гибридов человека и собаки. Майлз и остальные активисты решают ворваться в дом (они отказываются вызывать полицию из-за своего недоверия к ним), и их ловят и убивают гибриды человека и собаки, которым Бекки успешно промыла мозги. Позже грабитель с крыльца пытается украсть посылки из дома Бекки, но его убивает одна из ее собак.

### «Безбилетник»
- Режиссер Кейт Сигел
- Автор Майк Фланаган

Хэлли, женщина, которая, как предполагается, оставила своего мужа и ребенка, документирует свои выводы о возможных внеземных встречах в пустыне Мохаве. Она становится свидетелем падения света с неба и исследует, где она находит космический корабль. Она входит и осматривает внутреннее пространство. Когда она порезается, маленькие наниты выходят и исцеляют ее, хотя она быстро узнает, что это вызывает незначительные мутации из-за того, что корабль держит других животных в стазисе и копирует их ДНК. Спрятавшись от инопланетянина, Хэлли понимает, что у нее нет выхода, и видит, как корабль движется со скоростью света. Это заставляет ее швыряться по кораблю и получать травмы. Поскольку наниты продолжают приходить и исцелять ее, она продолжает мутировать дальше. У нее нет возможности умереть, и она остается в постоянной агонии от «исцеляющих» мутаций.

## В ролях

### «Специальная презентация»
- Брайан Бейкер
- Тревор Доу
- Джерри Энг
- Сэм Горски
- Митч Горовиц
- Нико Пойрингер
- Рен Вайхман

### «Аист»
- Том Халлум в роли Брума
- Джеймс С. Бернс в роли Обера
- Джолин Андерсен в роли Беннет
- Тайлер Джозеф Эндрюс в роли Айви
- Вас Проватакис в роли ET
- Филипп Андре Ботелло в роли Сегуры
- Морган Л. Чанселиен в роли Гигантского Брудера
- Дэйн ДиЛиегро в роли аиста
- Крис Пейдж в роли Брудера
- Алан Максон в роли Брудера
- Блейн Макги в роли Брудера
- Морган Макги в роли Брудера
- Сьюзи Усай — радио-диджей

### «Девушка мечты»
- Намрата Шет в роли Тары
- Сайандип Сангупта в роли Арнаба
- Рохан Джоши в роли Сону
- Эшвин Мушран в качестве менеджера
- Рикин Сайгал в роли Джиппи
- Фархан Сайед в качестве директора
- Свати Джайн в роли Пари
- Вират Пал в роли босса

### «Живи и ныряй»
- Бобби Слэски в роли Зака
- Ретт Веллингтон в роли Логана
- Джерри Камписи в роли Ноя
- Бикс Кригер в роли Бриттни
- Ханна Макбрайд в роли Джесс
- Скип Хоуленд в роли пилота Скипа
- Джефф Тернер в роли племянника Скипа
- Доминик Стар в роли одиночного прыгуна
- Джаред Тревино — инструктор Джесс
- Мэтт Тремел в роли травмированного инструктора
- Фелипе Кортес Муньос — инструктор по тандему
- Нейт Шейн в роли Безногого парня
- Себастьян Редд в роли ошеломленного инструктора
- Майк Фергюсон в роли фермера

### «Меховые малыши»
- Либби Летлоу в роли Бекки
- Мэтью Лейтон в роли Стюарта
- Брэйдин Брунер в роли Анджелы
- Кевин Болебер в роли Майлза
- Филлип Ландквист в роли Бо
- Тревор Райт в роли Авраама / Пейлмена
- Кэмерон Кругман в роли Пэта
- Дженна Маккарти в роли Кристины
- Сиван Дженьер в роли Сэма
- Уильям Гранилло в роли Гэри

### «Безбилетник»
- Алана Пирс в роли Халли
- Джош Голдблум в роли колоритного местного жителя
- Бумер Фейт — местный №1
- Юритци Бохоркес — местный житель №2
- Кецали Бьоркес в роли дочери
- Теодора Фланаган в роли дочери Халли
- Джои Уилсон в роли инопланетянина[7]

## Производство
В октябре 2023 года на New York Comic Con было объявлено, что седьмой фильм находится в разработке. Каждый из сегментов антологии ориентирован на научную фантастику в духе других сиквелов франшизы ужасов, действие которых происходит в открытом космосе, таких как Джейсон X, Лепрекон 4: В космосе, Восставший из ада 4: Кровное родство, Дракула 3000 и Амитивилль в космосе, для эксклюзивного выпуска Shudder. Джош Голдблум, Брэд Миска и Джеймс Харрис выступили в качестве продюсеров. Проект является совместным производством Shudder Original Films, Bloody Disgusting, Cinepocalypse и Studio71.
В июле 2024 года Bloody Disgusting объявил, что режиссерами фильма станут Джордан Дауни, Кристиан и Джастин Лонг, Джастин Мартинес, Вират Пал и Кейт Сигел, а также Майкл Шрайбер в качестве дополнительного продюсера.

## Выпуск
Премьера «З/Л/О: Вне предела» состоялась на фестивале Fantastic Fest 20 сентября 2024 года, а эксклюзивный релиз на Shudder состоялся 4 октября 2024 года.

## Восприятие
На сайте-агрегаторе рецензий Rotten Tomatoes 90% из 58 рецензий критиков положительные, средняя оценка составляет 6,8/10, что является высочайшим показателем после З/Л/О 94. На Metacritic фильм имеет средневзвешенную оценку 65 из 100, основанную на 8 критиках, что указывает на «в целом благоприятные» рецензии.
Райан Скотт из /Film дал фильму оценку 9/10, написав: «фунт за фунтом, сегмент за сегментом, смерть за смертью — это все, чего мы могли бы желать от антологии ужасов». Fort Worth Report описал сериал как «неземное веселье», отметив, что «каждый из шести короткометражных фильмов исключителен»,  а The AV Club заметил: «В то время как другие части киносерии порой были разрозненными, объединёнными больше по формату и временному периоду, седьмая практически идеально сочетается как тематическое исследование вещей, скрывающихся за пределами нашего понимания». 
Screen Rant отметил, что сериал «добился большого успеха, и это отчасти благодаря огромному количеству талантливых актёров, которые внесли свой вклад в проект».
Брайан Теллерико из RogerEbert.com дал фильму нейтральную оценку, присвоив ему 2,5 звезды из 4.

## Продолжение
На New York Comic Con 2024 было объявлено, что в 2025 году выйдет восьмой фильм франшизы под названием «З/Л/О/8». 23 июля 2025 года Bloody Disgusting сообщил, что новая часть продолжительной франшизы будет официально называться «З/Л/О: Хэллоуин» и должна выйти 3 октября 2025 года эксклюзивно через стриминговый сервис Shudder.